# Печати штатов США

Аверс Большой печати США

Реверс Большой печати США

Печать (англ. seal) — один из государственных символов, которым обладает каждый субъект США с постоянным населением. Их всего 56. Печать имеет округлую форму. Печать штата, являющуюся обязательным государственным символом, не следует путать с другим государственным символом — гербом штата. В данной статье приведены официальные печати 50 штатов, федерального округа и островных территорий США.

## Штаты

Печать Айдахо
Печать Айовы
Печать Алабамы
Печать Аляски
Печать Аризоны
Печать Арканзаса
Печать Вайоминга
Печать Вашингтона
Печать Вермонта
Печать Виргинии
Печать Висконсина
Печать Гавайев
Печать Делавэра
Печать Джорджии
Печать Западной Виргинии
Печать Иллинойса
Печать Индианы
Печать Калифорнии
Печать Канзаса
Печать Кентукки
Печать Колорадо
Печать Коннектикута
Печать Луизианы
Печать Массачусетса
Печать Миннесоты
Печать Миссисипи
Печать Миссури
Печать Мичигана
Печать Монтаны
Печать Мэна
Печать Мэриленда
Печать Небраски
Печать Невады
Печать Нью-Гэмпшира
Печать Нью-Джерси
Печать штата Нью-Йорк
Печать Нью-Мексико
Печать Огайо
Печать Оклахомы
Печать Орегона
Печать Пенсильвании
Печать Род-Айленда
Печать Северной Дакоты
Печать Северной Каролины
Печать Техаса
Печать Флориды
Печать Южной Дакоты
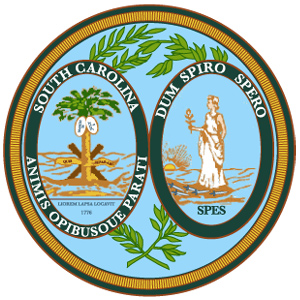
Печать Южной Каролины
Печать Юты

## Федеральный округ

Печать округа Колумбия

## Островные территории

Печать Американских Виргинских островов
Печать Американского Самоа
Печать Гуама
Печать Пуэрто-Рико
Печать Северных Марианских островов

## Исторические

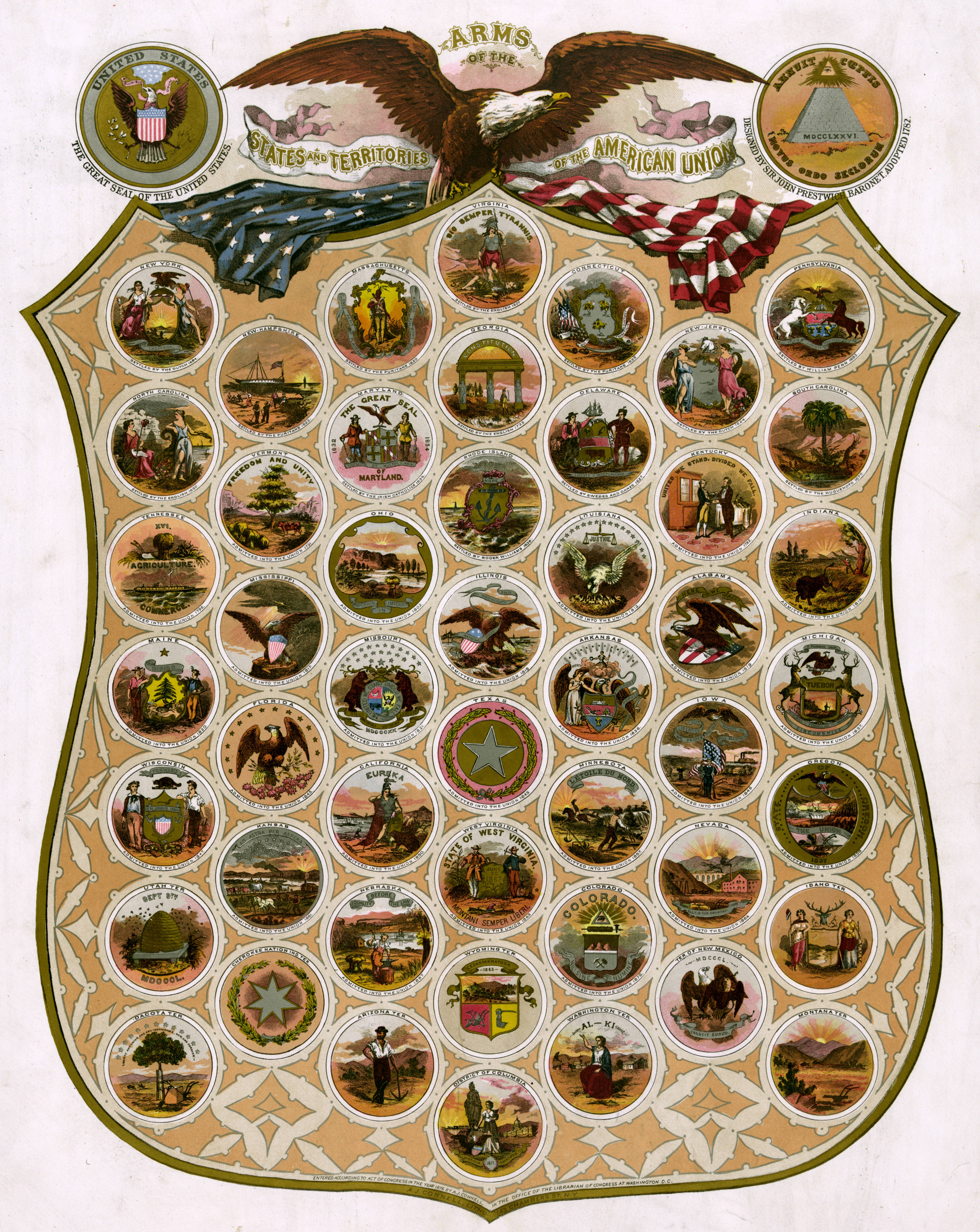
Печати штатов и территорий США 1878 г.